# Andhadhun
Andhadhun (IPA: [əndʱaːdʱʊn]) è un film del 2018 diretto da Sriram Raghavan.

## Trama
Un pianista non vedente, Akash, è testimone della morte violenta dell'ex attore cinematografico Pramod Sinha.